# Edmund Gosse
Pour les articles homonymes, voir Gosse.
Edmund William Gosse, né le 21 septembre 1849 et mort le 16 mai 1928, est un poète, écrivain, traducteur, spécialiste des langues scandinaves, et critique britannique. Il est le fils de Philip Henry Gosse et Emily Bowes.

## Biographie
La mère d'Edmund, Emily, meurt alors qu'il n'a que sept ans. Son père Philip Gosse se remarie en 1860. Il s'installe plus tard à Londres, dans le quartier de Tottenham, comme il le décrit dans son récit autobiographique Father and Son. À cette époque il fréquente la Brook Street Chapel des Plymouth Brethren où il enseigne à l'école du dimanche pendant quelques années. Il travaille comme assistant bibliothécaire au British Museum de 1867 à 1875, puis devient traducteur au Board of Trade, poste qu'il occupera jusqu'en 1904. En 1873, il publie son premier recueil de poèmes, On Viol and Flute, puis une étude critique, Studies in the Literature of Northern Europe (1879). 
Edmund Gosse et Robert Louis Stevenson, qui se sont rencontrés pendant leur adolescence, se retrouvent après 1879, lorsque Stevenson se rend occasionnellement à Londres et réside chez les Gosse.
Dans les années 1880, Gosse devient l'un des plus importants critiques d'art du Royaume-Uni dans le domaine de la sculpture, écrivant principalement pour la Saturday Review. Son intérêt pour cet art s'est révélé grâce à son amitié avec le sculpteur Hamo Thornycroft. Gosse écrit la première histoire de la sculpture de la renaissance à l'époque victorienne tardive en 1894 pour l'Art Journal.
De 1884 à 1890 Gosse donne un cours de littérature anglaise au Trinity College de Cambridge, bien qu'il n'ait pas les qualifications académiques requises. Dès 1904, il est bibliothécaire de la Chambre des lords. Il écrit pour le Sunday Times et est un expert de Thomas Gray, William Congreve, John Donne, Jeremy Taylor et Coventry Patmore. Il révèle également au public britannique l'œuvre de Henrik Ibsen.
Il exerce une influence certaine sur le poète Siegfried Sassoon, neveu de son vieil ami Hamo Thornycroft, et dont la mère est très liée avec son épouse Ellen. 
Parmi les amis de Gosse, on peut également citer Algernon Charles Swinburne, John Addington Symonds et André Gide.

## Critique de son œuvre
Son ouvrage le plus célèbre, son autobiographie Father and Son, qui relate sa relation houleuse avec son père, Philip, a été portée sur le petit écran par Dennis Potter. Certains historiens remarquent, cependant, que malgré son excellence littéraire, le récit de Gosse est souvent en contradiction avec des faits vérifiables de sa propre vie et de celle de ses parents.

## Œuvres

### Récit autobiographique
Père et Fils, étude de deux tempéraments (Father and Son, a Study in Two Temperaments), 1907, 205 p.
Edmund Gosse y décrit son enfance et son adolescence auprès d'un père (Philip Henry Gosse, 1810 — 1888) savant naturaliste, spécialiste de biologie marine, et aussi membre fanatique de l'église évangélique des Plymouth Brethren. 
Étrange, brillant, séduisant, l'ouvrage prend fin lorsque le narrateur atteint l'âge de vingt-et-un an. Au début du premier chapitre, on trouve cette phrase résumant la matière du récit : « This book is the record of a struggle between two temperaments, two consciences and almost two epochs » et, alors que s'ouvre l'épilogue, cette autre : « This narrative, however, must not be allowed to close with the Son in the foreground of the piece. If it has a value, that value consists in what light it may contrive to throw upon the unique and noble figure of the Father ».

### Recueils de poèmes
- Madrigals, Songs, and Sonnets (1870), coauteur John Arthur Blaikie
- On Viol and Flute (1873)
- King Erik (1876)
- New Poems (1879)
- Firdausi in Exile (1885)
- In Russet and Silver (1894)
- Collected Poems (1896)
- Hypolympia, or the Gods on the Island (1901)

### Critiques
- English Odes (1881)
- Seventeenth Century Studies (1883)
- Life of William Congreve (1888)
- The Jacobean Poets (1894)
- Life and Letters of Dr John Donne, Dean of St Paul's (1899)
- Jeremy Taylor (1904, "English Men of Letters")
- Life of Sir Thomas Browne (1905)
- Life of Thomas Gray, whose works he edited (4 vols., 1884)
- A History of Eighteenth Century Literature (1889)
- History of Modern English Literature (1897)
- Volumes III et IV. de l'Illustrated Record of English Literature (1903-1904)
- French Profiles (1905)

## Sources
- Henri Van Hoof, Petite histoire de la traduction en occident, Louvain-La-Neuve : Cabay, 1986. (OCLC 20887793)
- Ann Thwaite, Edmund Gosse : a literary landscape, 1849-1928, Chicago : University of Chicago Press, 1984.  (ISBN 9780226801360)